# ريتشارد شارب
ريتشارد شارب (بالإنجليزية: Richard Sharpe) (15 يناير 1969 في المملكة المتحدة - ) هو لاعب كرة قدم بريطاني في مركز الهجوم. لعب مع كولورادو رابيدز وSalem City FC ‏ وCocoa Expos ‏.

## وصلات خارجية
- ريتشارد شارب على موقع الدوري الأمريكي (الإنجليزية)
- ريتشارد شارب على موقع قاعدة بيانات كرة القدم.إي يو (الإنجليزية)